# Николаевское сельское поселение (Кировская область)
Николаевское сельское поселение  — муниципальное образование в составе Фалёнского района Кировской области России, существовавшее в 2006 - 2011 годах.
Центр — село Николаево.

## История
Николаевское сельское поселение образовано 1 января 2006 года согласно Закону Кировской области от 07.12.2004 № 284-ЗО.
5 июля 2011 года в соответствии с Законом Кировской области № 18-ЗО поселение упразднено, все населённые пункты включены в состав  Фалёнского городского поселения.

## Состав
В поселение входили 8 населённых мест:
- село Николаево
- деревня Бобыли
- деревня Веселки
- деревня Демаки
- село Низево
- деревня Рякинцы
- деревня Ситники
- деревня Яровые